# Mono (japoński zespół muzyczny)
Mono – japoński zespół post-rockowy, założony w Tokio w 1999 roku. 
Grupa wykonuje rozbudowane (nawet dziesięciominutowe) instrumentalne utwory, oparte głównie na brzmieniu gitar, którym oprócz perkusji czasem towarzyszy także fortepian. Muzyka grupy jest bardzo emocjonalna, wyciszona i stonowana, czasami urozmaicana fragmentami nieco mocniejszymi, bardziej rockowymi.  
Zespół jest znany z żywiołowych koncertów, jak również z doskonałego, wirtuozerskiego opanowania gry na instrumentach.

## Muzycy

### Obecny skład zespołu
- Takaakira "Taka" Goto – gitara
- Hideki "Yoda" Suematsu – gitara
- Tamaki Kunishi – bas
- Dahm Majuri Cipolla – perkusja (od 2018)

### Byli członkowie
- Yasunori Takada – perkusja (1999–2017)

## Dyskografia

### Albumy studyjne
- Under The Pipal Tree (CD, 2001)
- One Step More And You Die (CD, 2002)
- Walking Cloud And Deep Red Sky, Flag Fluttered And The Sun Shined (CD, 2004)
- You Are There (CD, 2006)
- Hymn to the Immortal Wind (CD, 2009)
- For My Parents (CD, 2012)
- The Last Dawn (CD, 2014)
- Rays of Darkness (CD, 2014)
- Requiem for Hell (CD, 2016)
- Nowhere Now Here (CD, 2019)
- Pilgrimage of the Soul (CD, 2021)

### EP
- Hey, You (EP, 2000)
- Memorie dal Futuro (10") (2006)
- The Phoenix Tree (2007)

### Inne wydawnictwa
- New York Soundtracks (remiksy albumu One Step More And You Die, 2004)
- Mono / Pelican Split (składak wespół z zespołem Pelican, 2005)
- Palmless Prayer / Mass Murder Refrain (Collaboration with World's End Girlfriend) (2005)
- Gone: A Collection of EPs 2000-2007  (2007)

### DVD
- The Sky Remains The Same As Ever (2008)